# Cristiano Otoni
Cristiano Otoni es un municipio brasileño del estado de Minas Gerais. Su población estimada en 2018 es de 5 145 habitantes, según el Instituto Brasileño de Geografía y Estadística (IBGE).

## Historia
El área del actual municipio fue habitada por los primeros bandeirantes, conservándose hoy algunos vestigios en las ruinas del pueblo de São Caetano do Paraopeba. Cristiano Otoni, surgió con la construcción del Ferrocarril de Brasil, cuando se instalaron los primeros obreros y ferroviarios. El nombre dado a la estación "Cristiano Otoni", inaugurada el 15 de diciembre de 1883, se extendió al pueblo. Era un homenaje al ingeniero Benedito Otoni, que dirigió los servicios de la construcción de la línea férrea. El distrito de Cristiano Otoni, fue creado en 1911, dependiente del municipio de Conselheiro Lafaiete, obteniendo la autonomía municipal en 1962.

## Clima
Según la clasificación climática de Köppen, el municipio se encuentra en el clima tropical de altitud Cwa.